# Żywiecki Park Etnograficzny w Ślemieniu
Żywiecki Park Etnograficzny w Ślemieniu (Etnopark) – małopolski skansen powstały w 2012 r. we wsi Ślemień w powiecie żywieckim (małopolska część województwa śląskiego), który prezentuje tradycyjną architekturę i kulturę ludową regionu Beskidu Żywieckiego - Żywiecczyzny.

## Historia
Otwarcie parku nastąpiło w sierpniu 2012 r. W styczniu 2013 r. do istnienia powołano muzeum typu skansenowego o nazwie Żywiecki Park Etnograficzny, któremu powierzono administrowanie parkiem. Etnopark w Ślemieniu powstał na obszarze przeszło 6 ha, przy drodze na Kocoń. Podobnie jak park wypoczynkowy i przebudowa rynku, inwestycja ta została wykonana przy udziale Unii Europejskiej (projekt nosił nazwę Park Etnograficzny Ziemi Żywieckiej) 

## Atrakcje[2]
Park odwzorowuje układ urbanistyczny i zabudowę typową dla wsi Beskidu Żywieckiego. Na jego teren przeniesiono już 17 zabytkowych obiektów architektury, głównie drewnianej. Zwiedzający podziwiać mogą: 
- budynek szkoły z Rychwałdu z 1900 r.

- XIX-wieczny spichlerz z Suchej Beskidzkiej
- kompletną zagrodę chłopską (dom mieszkalny pochodzący z 1895 r.), na której swoje piętno odcisnęły działania ostatniej wojny
- kuźnię z początku XX w. ze Ślemienia
- chatę bogatego chłopa z Łękawicy z 1911 r.
- chałupę z 1901 r., wzniesioną w stylu wołoskim, translokowaną z Kukowa
- "chałupę zielarki" w XIX-wiecznym budynku, pochodzącym z Korbielowa
- chałupę ze Świnnej z unikatowymi detalami snycerskimi wykonanymi w stylu alpejsko-tyrolskim (zapożyczenie stylistyki, która dotarła na ten teren za pośrednictwem właścicieli Żywiecczyzny - Habsburgów)
- małomiasteczkową aptekę w budynku z początku XX wieku, pochodzącym z Międzybrodzia Bialskiego

Ponadto na terenie parku znajdują się dwie piwniczki - półziemianki oraz trzy studnie - każda o innym sposobie pobierania wody (jedna posiada żuraw). Całość uzupełniają przydrożne krzyże i kapliczki: kamienna, pochodząca z Gilowic oraz drewniana z rzeźbą autorstwa Józefa Hulki. 
We wnętrzach budynków zrekonstruowano wystrój oraz urządzono ekspozycje obrazujące wszelkie aspekty życia górali żywieckich. 

## Galeria

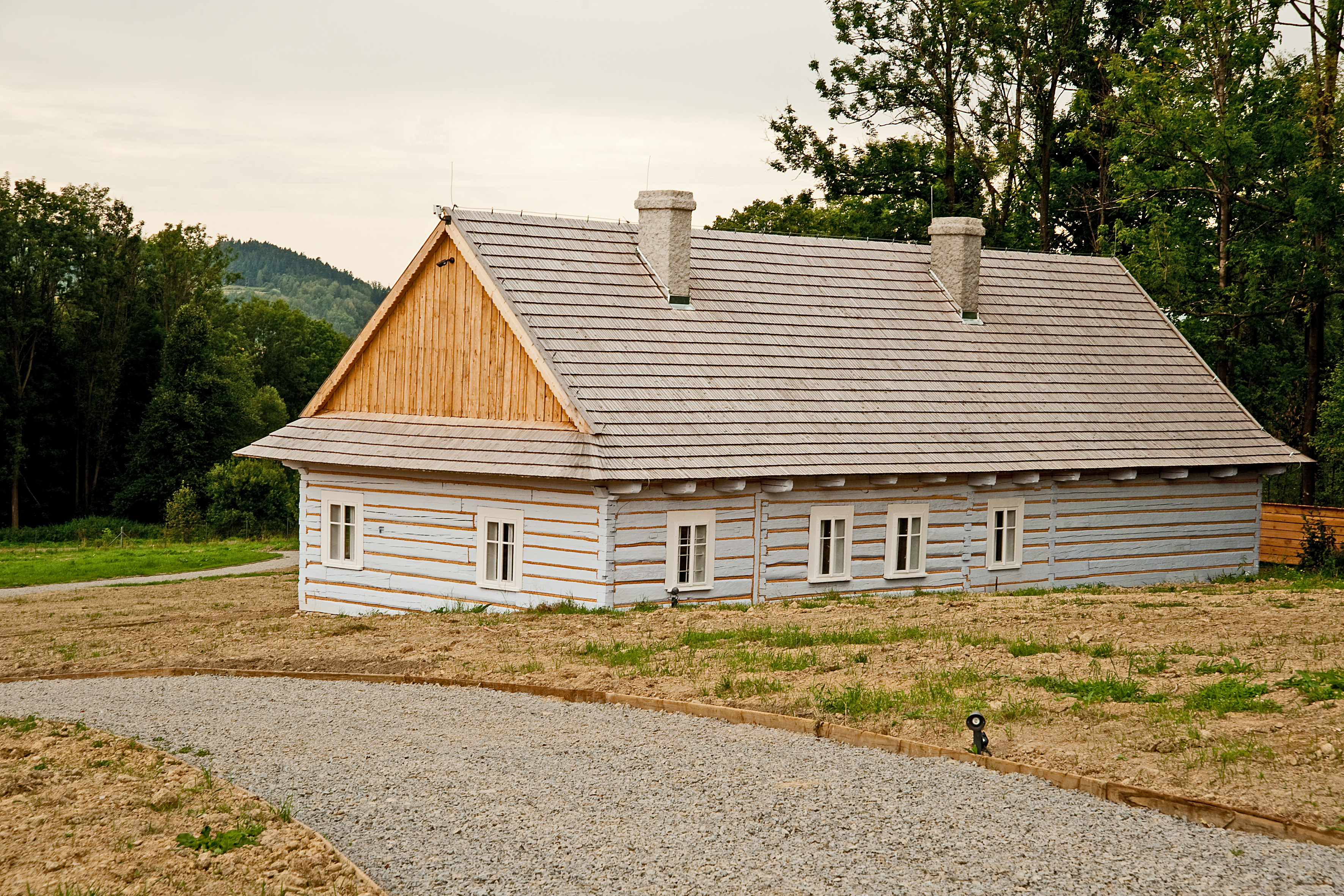
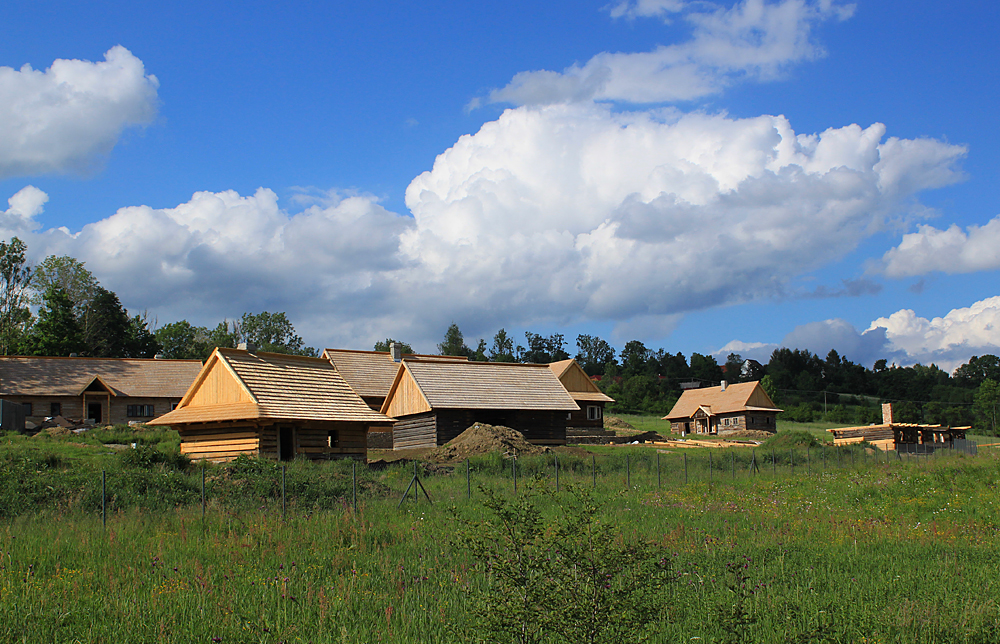
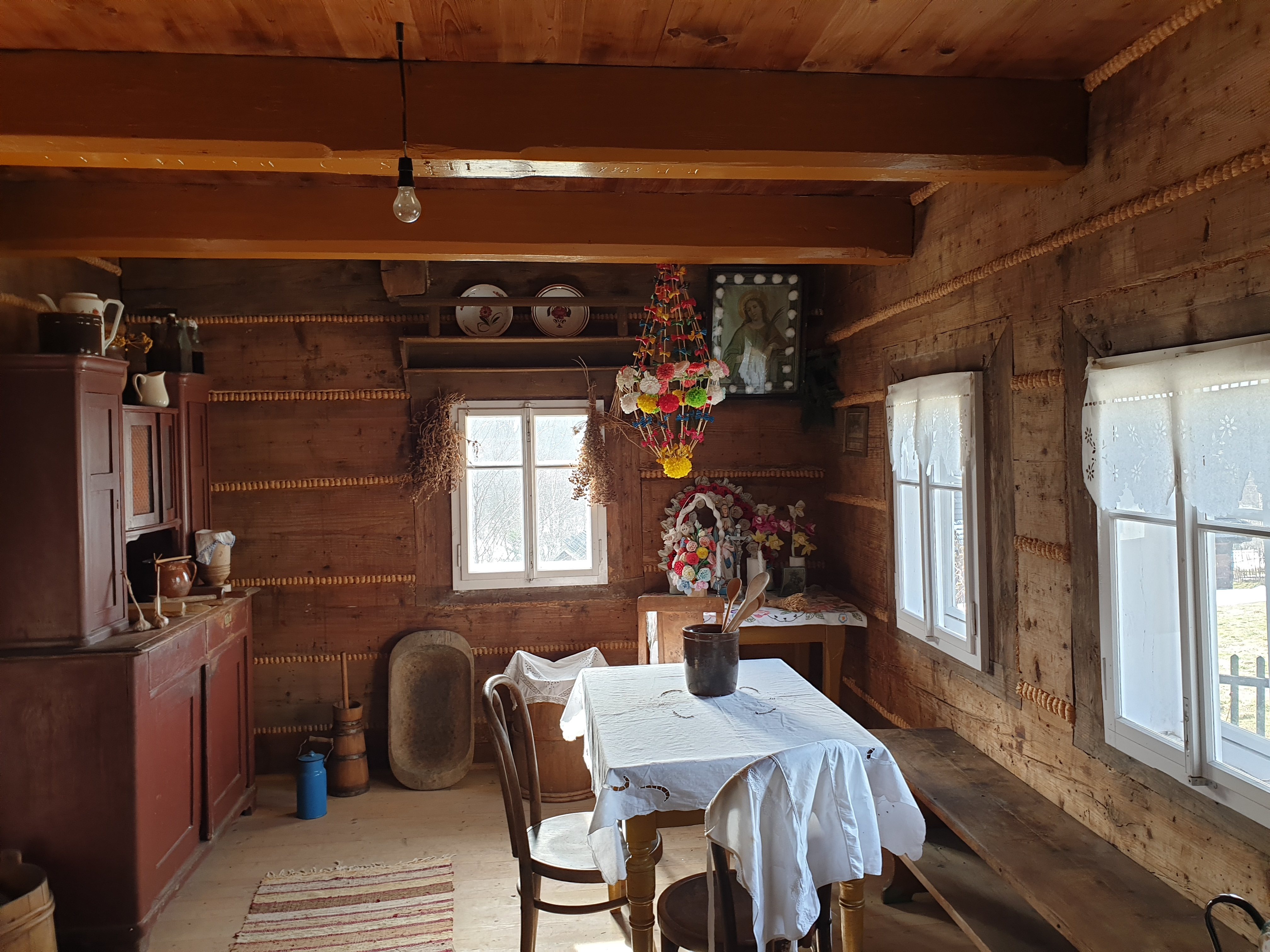
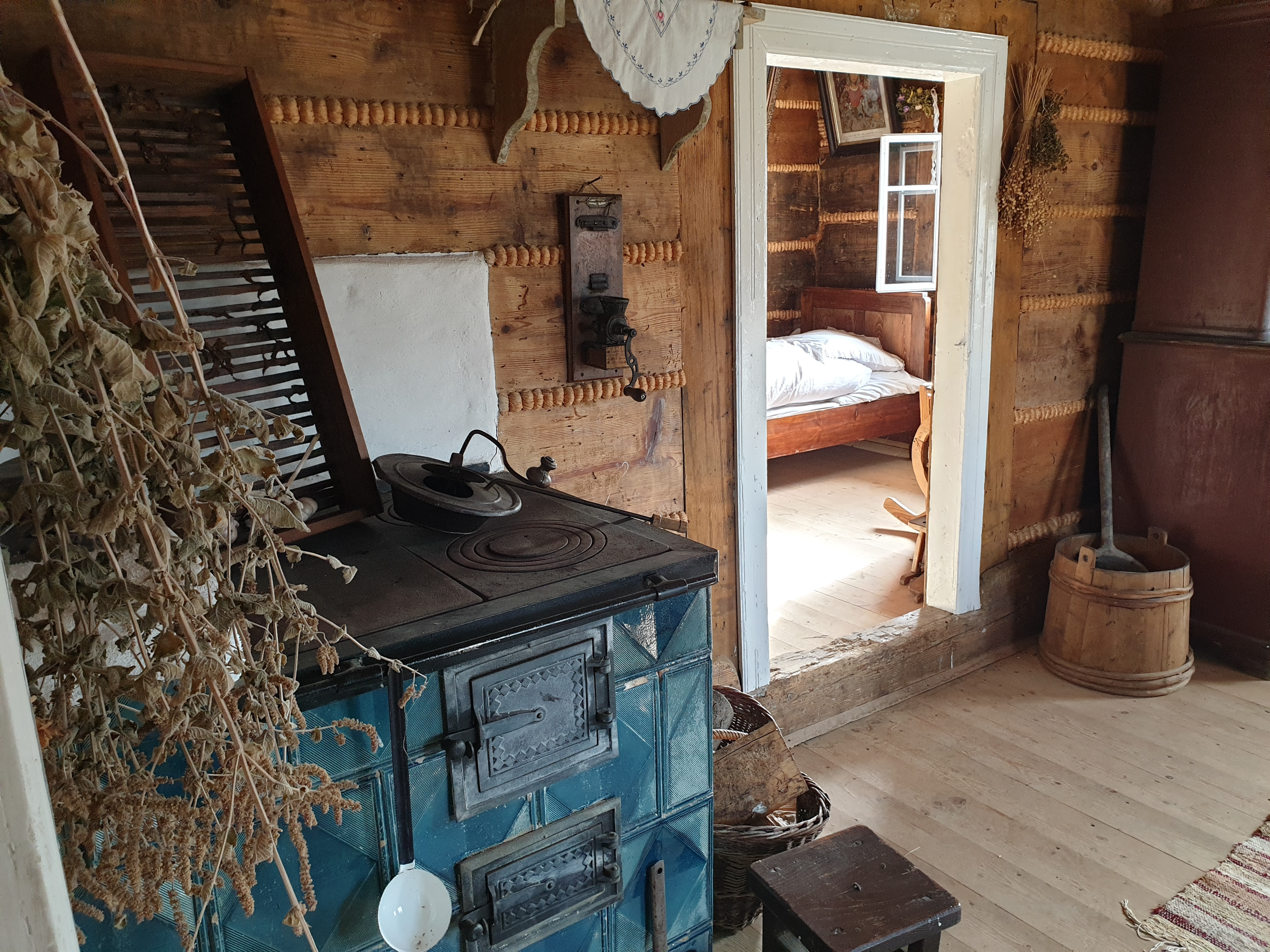